# Arrondissement Hoei
Het arrondissement Hoei een van de vier arrondissementen van de Belgische provincie Luik. Het arrondissement heeft een oppervlakte van 661,20 km² en telde 116.245 inwoners op 1 januari 2025.
Het arrondissement Hoei is zowel een bestuurlijk als een gerechtelijk arrondissement. Tot het gerechtelijk arrondissement behoren ook de gemeenten Braives, Hannuit, Lijsem, Saint-Georges-sur-Meuse en Wasseiges van het arrondissement Borgworm en de gemeente Comblain-au-Pont van het arrondissement Luik.

## Geschiedenis
Het arrondissement Hoei ontstond in 1800 als derde arrondissement in het departement Ourthe. Het bestond oorspronkelijk uit de kantons Avennes, Bodegnée, Ferrières, Héron, Hoei, Landen en Nandrin.
In 1818 werden enkele gemeenten afgestaan aan het arrondissement Marche-en-Famenne.
In 1821 werden de kantons Avennes en Landen afgestaan aan het nieuw opgerichte arrondissement Borgworm. Verder werd de gemeente Comblain-au-Pont afgestaan aan het arrondissement Luik en werden de gemeenten Basse-Bodeux, Bra, Chevron, Fosse, Francorchamps, La Gleize, Lierneux, Rahier, Stoumont en Wanne aangehecht van het arrondissement Verviers maar in 1848 werden al deze gemeenten terug afgestaan aan datzelfde arrondissement.
In 1971 werden de toenmalige opgeheven gemeenten Borlez en Les Waleffes afgestaan aan het arrondissement Borgworm.
In 1977 werd de toenmalige opgeheven gemeente Aineffe samen met een gebiedsdeel van Hermalle-sous-Huy afgestaan aan het arrondissement Borgworm, de gemeenten Neuville-en-Condroz, Éhein, Ernonheid, Harzé en Poulseur werden afgestaan aan het arrondissement Luik. Van dit arrondissement werden de gemeenten Anthisnes en Engis aangehecht en nog enkele gebiedsdelen uitgewisseld. Verder werd de gemeente Lorcé afgestaan aan het arrondissement Verviers. Van het arrondissement Marche-en-Famenne werd de gemeente My samen met een gebiedsdeel van Manhay aangehecht.

## Gemeenten en deelgemeenten
Gemeenten:
| - Amay - Anthisnes (Antene) - Burdinne - Clavier - Engis - Ferrières - Hamoir - Héron - Hoei (Huy) (stad) |

| - Marchin - Modave - Nandrin - Ouffet - Tinlot - Verlaine - Villers-le-Bouillet - Wanze |

Deelgemeenten:
| - Abée - Amay - Ampsin - Antheit - Anthisnes (Antene) - Bas-Oha - Ben-Ahin - Bois-et-Borsu - Burdinne - Chapon-Seraing - Clavier - Clermont-sous-Huy - Comblain-Fairon - Couthuin - Ellemelle - Engis - Ferrières - Filot - Fize-Fontaine - Flône - Fraiture - Hamoir - Hannêche - Hermalle-sous-Huy |

| - Héron - Hody - Hoei (Huy) - Huccorgne - Jehay-Bodegnée - Lamontzée - Lavoir - Les Avins - Marchin - Marneffe - Modave - Moha - My - Nandrin - Ocquier - Ombret-Rawsa - Oteppe - Ouffet - Outrelouxhe - Pailhe - Ramelot - Saint-Séverin - Seny |

| - Seraing-le-Château - Soheit-Tinlot - Strée - Tavier - Terwagne - Tihange - Vaux-et-Borset - Verlaine - Vierset-Barse - Vieuxville - Vieux-Waleffe - Villers-aux-Tours - Villers-le-Bouillet - Villers-le-Temple - Vinalmont - Vyle-et-Tharoul - Wanze - Waret-l'Évêque - Warnant-Dreye - Warzée - Werbomont - Xhoris - Yernée-Fraineux |

## Demografische evolutie
- Bron:NIS - Opm:1806 t/m 1980=volkstellingen; vanaf 1990= inwoneraantal per 1 januari

| Inwoners van jaar tot jaar op 1 januari 1992 tot heden | Inwoners van jaar tot jaar op 1 januari 1992 tot heden | Inwoners van jaar tot jaar op 1 januari 1992 tot heden |
| Jaar                                                   | Aantal                                                 | Evolutie: 1992=index 100                               |
| ------------------------------------------------------ | ------------------------------------------------------ | ------------------------------------------------------ |
| 1992                                                   | 94.729                                                 | 100,0                                                  |
| 1993                                                   | 95.576                                                 | 100,9                                                  |
| 1994                                                   | 96.246                                                 | 101,6                                                  |
| 1995                                                   | 96.821                                                 | 102,2                                                  |
| 1996                                                   | 97.022                                                 | 102,4                                                  |
| 1997                                                   | 97.634                                                 | 103,1                                                  |
| 1998                                                   | 98.417                                                 | 103,9                                                  |
| 1999                                                   | 99.245                                                 | 104,8                                                  |
| 2000                                                   | 100.020                                                | 105,6                                                  |
| 2001                                                   | 100.543                                                | 106,1                                                  |
| 2002                                                   | 101.224                                                | 106,9                                                  |
| 2003                                                   | 102.135                                                | 110,6                                                  |
| 2004                                                   | 102.709                                                | 108,4                                                  |
| 2005                                                   | 103.565                                                | 109,3                                                  |
| 2006                                                   | 103.972                                                | 109,8                                                  |
| 2007                                                   | 104.756                                                | 110,6                                                  |
| 2008                                                   | 105.767                                                | 111,7                                                  |
| 2009                                                   | 105.793                                                | 112,7                                                  |
| 2010                                                   | 107.832                                                | 113,8                                                  |
| 2011                                                   | 108.960                                                | 115,0                                                  |
| 2012                                                   | 109.728                                                | 115,8                                                  |
| 2013                                                   | 110.649                                                | 116,8                                                  |
| 2014                                                   | 111.308                                                | 117,5                                                  |
| 2015                                                   | 111.839                                                | 118,1                                                  |
| 2016                                                   | 112.465                                                | 118,7                                                  |
| 2017                                                   | 112.786                                                | 119,1                                                  |
| 2018                                                   | 113.097                                                | 119,4                                                  |
| 2019                                                   | 113.409                                                | 119,7                                                  |
| 2020                                                   | 113.869                                                | 120,2                                                  |
| 2021                                                   | 114.293                                                | 120,7                                                  |
| 2022                                                   | 114.942                                                | 121,3                                                  |
| 2023                                                   | 115.702                                                | 122,1                                                  |
| 2024                                                   | 115.830                                                | 122,3                                                  |
| 2025                                                   | 116.245                                                | 122,7                                                  |

Aalst · Aarlen · Aat · Antwerpen · Bastenaken · Bergen · Borgworm · Brugge · Brussel-Hoofdstad · Charleroi · Dendermonde · Diksmuide · Dinant · Doornik-Moeskroen · Eeklo · Gent · Halle-Vilvoorde · Hasselt · Hoei · Ieper · Kortrijk · La Louvière · Leuven · Luik · Maaseik · Marche-en-Famenne · Mechelen · Namen · Neufchâteau · Nijvel · Oostende · Oudenaarde · Philippeville · Roeselare · Sint-Niklaas · Thuin · Tielt · Tongeren · Turnhout · Verviers · Veurne · Virton · Zinnik
Landen:  België ·  Duitsland ·  Nederland

NUTS 2-regio's: Limburg (BE) · Limburg (NL) (deels) · Luik (deels) · Regierungsbezirk Keulen (deels)

NUTS 3-regio's: Stedenregio Aken · Arrondissement Borgworm · Duitstalige Gemeenschap · Kreis Düren · Kreis Euskirchen · Arrondissement Hasselt · Kreis Heinsberg · Arrondissement Hoei · Arrondissement Luik · Arrondissement Maaseik · Midden-Limburg · Arrondissement Tongeren · Arrondissement Verviers · Zuid-Limburg